# 사르미 야시 카불 FC
사르미 야시 카불 FC는 아프가니스탄의 축구단이다.